# 聖クレア・ファンタジー
『聖クレア・ファンタジー』は小林弘利によるファンタジー小説。イラストは大嶋繁。
「聖クレア・ハイスクール」に集った少年・少女達を生き生きと描いた、全4巻のシリーズ。他に1冊の外伝がある。

## あらすじ
主な登場人物は由季・邦彦・浩一の三人が高校3年間で体験する物語を、1年ごとに追っている。
1巻では1年生時、2巻では2年生時、3巻では3年生時、4巻では2年時の修学旅行が描かれている。
番外編にあたる作品では卒業後の彼らの活躍を描く。

## 登場人物

### 聖クレア関係
安登見 由季（あとみ ゆき）
標準よりずっと小柄な、想像力豊かな少女。何にも臆する事はなく、今日子の存在を感じても「幽霊は悲しい存在」と認識して自ら話しかけた。卒業後はデイリー・タイムスに就職、記者として日夜頑張っている。
このシリーズは1～4巻まではプロローグ及びエピローグは彼女から「未来のマイダーリン」への手紙という形でつづられている。ただし3巻のエピローグはユキが由季へ宛てた手紙になっている。番外編では手紙ではなく、留守番電話の形になっている。
矢野 邦彦（やの くにひこ）
長身でスポーツ万能の男子。由季と並ぶと身長差が際立ち、身長の事を言われると怒る由季も邦彦と並べられると何も言い返せない。体に似合わず注射が苦手で、アフリカへ渡るためには予防注射が必要であるにもかかわらず、本数の多さに思わず逃げ出し木に登る程だった。
由季とは小学校入学時から一度も違うクラスになった事がないという程の腐れ縁。
卒業後はその体力を活かし青年海外協力隊に参加、アフリカに井戸を掘ろうと活躍している。
松戸 浩一（まつど こういち）
身長は標準で、やや体格がいい。バクテリアをこよなく愛し、肉眼で認識が可能で会話もできる。自分の部屋でもバクテリアを入れたケースが山積みになっている。
「月が魔法をかけた夜」ではこの能力を活かし、秋の体の壊された細胞を再生するバクテリアの開発に成功した。ただしこれは全くの偶然で、外での犬の暴走に驚き思わず彼が窓を開けた所、やはりそれに驚いた猫が窓から乱入、机の上で暴れ回った結果である。ただしさすがにこの事は彼自身由季達には言えないでいる。
由季達とは中学からずっと一緒のクラス。部活動は微生物研究部だが、2巻で今日子と詩織が入部するまで部員は彼一人だった。部室は使われていない階段の踊り場。
その力が認められ、3年時の夏休みでは既に微生物研究所で研修生として働いている。卒業後は更にパスツール研究所に招かれた史上最年少研究員となっている。
笹本 今日子（ささもと きょうこ）
聖クレアが建つ以前からそこに住んでいた地縛霊。年齢は由季達とはあまり変わらず、普段彼女の姿は見えないが2巻時に由季が空に見た彼女は、白い洋服に赤いバラを手にしていた。
死亡したのは第二次世界大戦の終盤の夏。足が動かない病気にかかっていた彼女の家にB29が落下して命を落とす。この時のB29はそのまま地中に残され、2巻でプール工事の際に発見された事から一連の物語が始まる。
浩一にひそかに思いを寄せ、3巻では映画館でデートをした。
神崎 詩織（かんざき しおり）
由季達より1学年下の少女。元々は生物部だったが部活動に疑問を持ち退部していた。2巻でのプール工事はモグラに悪影響を与えると抗議、夏休みの間中いつも校庭で工事を睨みつけていて、そんな彼女の後姿を見つめるのが浩一の日課となっていた。
事件後は微生物研究部に入部し、元気に部活動に参加。
山岸（やまぎし）
由季たちより2学年上の新聞部部長。典型的なトラブルメーカーで、張り切れば張り切る程騒ぎを大きくするが、彼にはその自覚は一切ない。1巻では町の人々に狂犬の脅威を伝えようと町に潜む狂犬を追い、発見したはいいが逆に追いかけられファミリーマートに裏口から逃げ込み、彼の不用意な一言でファミリーマートは巨大洗濯機と化す。
卒業後はデイリー・タイムスに就職、卒業してからもちょくちょく新聞部に顔を出しては騒ぎを巻き起こす。
トラブルメーカーではあるが、ちゃんとした＝嘘を書かない記者である事は由季も認めている。
小長井 俊也（こながい としや）
由季達とは同級生の新聞部副部長であり、山岸卒業後は部長になる。山岸を一応尊敬しながらも、そのトラブルメーカーぶりには頭を悩ます。
卒業後は不明だが、山岸の招集に部員総出で応じたりしている。
井上 和子（いのうえ かずこ）
由季達のクラスメート。美容院の娘。1巻での狂犬騒ぎの際、狂犬に校内のトイレで襲われそうになるが、邦彦の機転で頭にコブを作るだけで済んだ。
その事件が縁で、よく由季達とクラス内でも会話をしていて、3巻でユキと会った際には、その髪を無料でカットしている。

### デイリー・タイムス関係
狩場 悠二（かりば ゆうじ）
山岸と由季の直接の先輩。しっかり者だが何故か彼が仕事で組むパートナーはトラブルメーカーばかりだが、彼の妻はかつての同僚でやはりトラブルメーカーだった五月愛矢。
綾取（あやとり）
由季の同僚。その名の通り、まともにきちんと話を進めようとすればするほど、こんがらかってしまう人。
体が弱く、アイスを食べれば腹を壊し、コーヒーを肌につけようものなら赤くはれてしまう。
編集長（へんしゅうちょう）
騒ぎを起こしてばかりいる部下達に苦悩する日々が続く。あまりにもストレスが溜まり続けた為か「胸（心臓）が痛い」が口癖と化している。

### その他
由季の母
おっとり、のんびりした性格。3巻で自室で腹痛にのた打ち回り、階段を転げ落ちてきた由季の呼びかけにも、「さっきから何ドタバタやってるの」と彼女の姿を見るまで全く気にも留めていなかった。
そのまま入院した彼女が目覚めるのも待たず家に帰る。
平山（ひらやま）
聖クレアのすぐ近くにあるファミリーマートの店長。すぐ近くにセブンイレブンやローソンやサンチェーンもあるにもかかわらず、いつも酷い目に遭う。
1巻では巨大洗濯機と化し、修復するも間もなく犬の大群が通過、2巻ではほぼ全ての商品を人命の為とはいえ台無しにされ、3巻では強制的に大バーゲン、4巻ではミキサー車が突っ込み、とうとう番外編では店そのもの、建物も品物も全てが盗まれてしまう。

## 単語
聖クレア・ハイスクール（せいくれあはいすくーる）
偏差値は決して低くないが大学への進学率は極端に悪いという珍しい学校。それだけでなく、地縛霊を生徒名簿に記載していて、世界的にも知られている。ただあまりにもトラブルが耐えない為、近隣からは友引よりも質の悪い「仏滅高校」と言われている。
ただ生徒達にとっては居心地のいい場所で、その環境が彼らのやる気を刺激し、大学という4年間の寄り道よりも自分が持った夢に向かっての直線道路を選ばせるからこその進学率の低さである。
3巻で今日子は詩織にこの学校を生徒達を七色の色、様々な色に変化させるプリズムだと表現している。
デイリー・タイムス
さほど発行部数は決して多くはないが、立派な紙面を作ることで知られている新聞社。
由季や山岸の勤務先。

## タイトル及び内容

### 月が魔法をかけた夜
（ISBN 408610802X）
由季達はたまたま訪れた新聞部の部室で3年生の柴田から、恋人である秋の心変わりに関する調査を依頼される。
色々と調べていく中、3人は秋に秘められた大きな秘密を知る事になる。一方町では狂犬が徘徊する一方、もう一つ得体の知れない動物が出現していた。
登場人物
柴田（しばた）
由季達より2学年上の美術部員。最後には恋人・秋に秘められた悲しい事実を受け入れ、人々の喧騒を避け人目につかない山奥へ移り住む。
平沢 秋（ひらさわ あき）
2年時の修学旅行の際毒をもった花に触れた為、その毒によって月夜の晩狼に変身するようになってしまう。その事に一人悩み、柴田から距離を置くようになってしまった。
浩一の活躍で体内の壊された細胞は何とか治癒に向かうが浩一自身「完治するのに何年、何十年かかるかわからない」と言われていた。しかし嬉しい計算違いが起き、彼女のこの病は約2年後に完治する。
ラッキー
主人公達が住む町に現れた狂犬。新聞部に追われ、巨大洗濯機と化したファミリーマートから逃げ出した後、狼に変身した秋と出会う。翌日の昼、かすかに残された秋の匂いを辿って聖クレアに出没し再び騒ぎとなった。
保健所に捕縛されるが浩一に睡眠薬を投与され、その後も継続的に投与する事により寿命が訪れるまで眠り続ける事で処分を免れる。その後は町を出る事を決めた柴田と秋に引き取られ、二人の元で余生を送る。

### 風と天使が踊る夏
（ISBN 4086108674）
夏休みを利用して聖クレアではプール工事が行われていた。しかし夏休み最終日、校庭からなんと第二次世界大戦中日本の空を脅かせたB29が発掘される!!そして翌日、二学期が始まった校内で、校庭で、そして町内で次々と正体不明の何者かによっての破壊活動が起こる。
狩場悠二、デイリータイムスがここで初登場。

### 虹の彼方につづく道
（ISBN 408611075X）
夏休み真っ盛り。自室で由季は突然の腹痛・虫垂炎に襲われる。不幸にも日曜日だった為あちこちの病院をたらい回しにされるが、やっと辿り着いた病院で執刀にあたった医師は彼女をみて驚愕する。彼の妻は妊娠中事故に遭遇し植物状態となっていた。そして彼女と由季は非常によく似ていたのだ。
彼女の胎内の子供が絶望視される中、彼は由季の盲腸からクローン人間を作ってしまう。
登場人物
ユキ
由季の盲腸から作られた、彼女のクローン。医師が成長促進剤を使った為、現在の由季と同じ年恰好になってしまう。
抑制剤を打たなければそのまま死を待つだけだという事を本能的に悟るが、「自分にとって大切な人」を探して、偶然会った山岸と共に様々な人々の所へ訪れる。彼女にとって「いちばん大切な人」、それは最後の最後で会うことが出来た由季だった。

### 旅の神話をつなぐ空
（ISBN 4086112205）
2年生の秋、由季達は琵琶湖畔へと修学旅行へやってきた。そこには怪しい男女3人連れとアトピーを抱えた少女と母親、そして行方不明になった婚約者を探す女性とその友人、そして親類の結婚式に出席中の筈の山岸までやってきて辺りはにぎやかになって行く。
そんな中、この世界に居るわけがない者、中世の騎士、恐竜、ドイツ軍までが現れて由季達は調査に乗り出す事に。

### 夢の秘宝に変わる花
（ISBN 408611318X）
聖クレアで行われた同窓会、そこで由季は詩織から瑛子という後輩を紹介され、彼女の父親の捜索を依頼される。
一方デイリータイムスでは怪盗チャンス・ロンリーから「RAYブロック」という宝石を盗むという犯行予告が届いていた。そのRAYブロックを作った人物こそ、瑛子の父親だった事から、由季達は事件に関わって行くことになる。
登場人物
川下 瑛子（かわした　えいこ）
由季達の後輩。失踪した父親が「夢の中で死んでいる」のを気にして由季達に相談にきた。
川下 洋介（かわした　ようすけ）
宝石デザイナーで、クズのような宝石から「RAYブロック」を作った。その3つの宝石をあわせると「愛」が輝くといわれている。
ある日突然失踪し、その失踪直前には知り合いの医院にかかっていた事までは判明していた。
チャンス・ロンリー
世界を股にかける盗賊と自分では言っているが、第三者から見れば単なるお騒がせ人物。悠二に言わせると、せいぜい罪に問われても公務執行妨害か治安妨害にしかならないらしい。初めて由季達の目の前に現れたときは妊婦姿だったが、そのお腹につめていたのはロケットランチャーで、まったく逃亡の手助けにはたっていなかった。
日本に現れた挨拶として「皆があっというもの」を盗むと宣言したが、盗まれたのは聖クレアの近くのファミリーマート。彼曰く、「悲劇の底から這い上がろうとする美」がそこに存在するらしいが、平山店長にはとんだ災難だった。